# Rio Watari
Rio Watari (ur. 19 września 1991) – japońska zapaśniczka w stylu wolnym. Olimpijka z Rio de Janeiro 2016, gdzie zajęła czternaste miejsce w kategorii 75 kg.
Szesnasta w mistrzostwach świata w 2018. Złota medalistka igrzysk azjatyckich w 2014. Trzecia na mistrzostwach Azji w 2012. Piąta na Uniwersjadzie w 2013. Pierwsza w Pucharze Świata w 2014 roku.